# Шумилина
Шумилина или Шумилино (блр. Шуміліна; рус. Шумилино) насељено је место са административним статусом варошице (городской посёлок) у северном делу Републике Белорусије. Административно припада Шумилинском рејону Витепске области чији је уједно и административни центар.
Према процени из 2014. у насељу је живело 7.300 становника.

## Географија
Варош Шумилина налази се двадесетак километара северно од десне обале реке Западне Двине, односно око 40 km западно од административног центра области града Витепска. Важна је железничка станица на линији Витепск—Полацк, а кроз насеље пролазе и магистрални друмови Р 20 Витепск—Полоцк и Р114 Бешанковичи —Гарадок.

## Историја
Насеље се по први пут помиње 1866. као Баболино, село у оквиру Полацког округа Витепске губерније. Исте године у селу је живело свега 38 становника. До 1962. познато под именом Сиротино.
До 17. јула 1924. у саставу Руске СФСР, а потом део Белоруске ССР као административни центар Сиротинског рејона.
Административни статус вароши има од 1938. године.

## Становништво
Према процени, у насељу је 2014. живело око 7.300 становника.
| 1979. | 1989. | 1999. | 2009. | 2014. |
| ----- | ----- | ----- | ----- | ----- |
| ---   | ---   | ---   | 7.500 | 7.300 |